# Artland
Artland, Inc. (株式会社アートランド, Kabushiki-gaisha Ātorando) est un studio d'animation japonais fondé le 14 septembre 1978.

## Historique
Animateur chez Japan Art Bureau (JAB), Noboru Ishiguro crée le studio Artland le 14 septembre 1978 avec un ancien collègue de travail et s'installe à Shinjuku, un quartier de Tōkyō. Le studio est consacré à l'époque à la sous traitance et face à l'augmentation de travail, le studio est contraint de déménager dans un bâtiment plus grand à Musashino. 
En 1982, le studio participe au hit Macross où plusieurs membres du studio vont se distinguer comme le fondateur Noboru Ishiguro (réalisation), Haruhiko Mikimoto (chara designer), Ichirō Itano (directeur de l'animation) et Toshiki Hirano (directeur de l'animation). De plus, certains autres futur grand nom sont embauchés à l'époque comme Nobuteru Yūki, Narumi Kakinouchi, Takaaki Wada, Ken'ichi Imaizumi, et même Hideaki Anno (qui travaille alors à mi-temps.).
En 1985, l'équipe de production de Macross réalise l'OAV Megazone 23, qui devient la première véritable production du studio et également un grand succès au Japon. Malheureusement, la détérioration des relations entre l'équipe d'animation et l'équipe chargé des décors poussera Noboru Ishiguro, le réalisateur, à quitter le projet Macross. Il se consacrera alors à ses propres projets dont l'un, Hoshi Neko Fullhouse, sera produit par Artland en 1989. 
Après quatorze ans de sous traitance, Artland se relance dans la production avec Yūgo, une série de 13 épisodes. Mais c'est surtout en 2005 avec la série Mushishi, distingué par plusieurs récompenses au Tokyo International Anime Fair, que le studio regagne en popularité. Le 3 avril 2006,  Marvelous Entertainment devient l'actionnaire majoritaire d'Artland qui devient ainsi sa filiale. 
Le 7 juillet 2017, il a été signalé que la société a été fermée après des difficultés financières. Cependant cela a été réfuté par Kuniharu Okano, le président du studio, qui a déclaré que « l'entreprise cherchait à obtenir de l'aide à une réorganisation ».

## Production
Source : 

### Série télévisée
- Yuugo (13 épisodes) (février 2004 - mai 2005)
- Gag Manga Biyori (12 épisodes de 5 min) (février 2005 - avril 2005)
- Mushishi (26 épisodes) (octobre 2005 - juin 2006)
- Gag Manga Biyori 2 (12 épisodes de 5 min) (août 2006 - octobre 2006)
- Bokura ga itandksls (26 épisodes) (juillet 2006 - décembre 2006)
- Happiness! (12 épisodes) (octobre 2006 - décembre 2006)
- Katekyo Hitman Reborn! (203 épisodes) (octobre 2006 - septembre 2010)
- Kono Aozora ni Yakusoku wo (13 épisodes) (avril 2007 - juin 2007)
- Kenko Zenrakei Suieibu Umishô (13 épisodes) (juillet 2007 - septembre 2007)
- Gunslinger Girl - Il teatrino (13 épisodes) (janvier 2008 - mars 2008)
- Hakushaku to Yousei (12 épisodes) (octobre 2008 - décembre 2008)
- Tytania (26 épisodes) (octobre 2008 - mars 2009)
- Ichiban Ushiro no Daimaō (12 épisodes) (avril 2010 - juin 2010)
- Tantei Opera Milky Holmes (12 épisodes) (janvier - mars 2012) (avec J.C. Staff)
- Senran Kagura (12 épisodes) (janvier - mars 2013)
- Mushishi: Zoku-Shō (24 épisodes) (avril 2014 - décembre 2014)

### OAV
- Megazone 23 (1 OAV) (1985)
- Hoshi Neko Fullhouse (4 OAV) (1989)
- Mushishi: Zoku-shō (1 OAV, 60 minutes) (2014)

### Film d'animation
- Super Mario Bros. : Peach-Hime Kyushutsu Dai Sakusen! (1986)
- Mushishi: Suzu no Shizuku (2015)